# Liburniella
Liburniella är ett släkte av insekter. Liburniella ingår i familjen sporrstritar.
Kladogram enligt Catalogue of Life:
| Liburniella | \| \| Liburniella fasciatella \| \| \| \| \| \| Liburniella ornata \| \| \| \| |
|             | \| \| Liburniella fasciatella \| \| \| \| \| \| Liburniella ornata \| \| \| \| |
|             | Liburniella fasciatella                                                        |
|             |                                                                                |
|             | Liburniella ornata                                                             |
|             |                                                                                |